# セント・クレア湖 (オーストラリア)
セント・クレア湖（Lake St Clair）は、オーストラリアのタスマニア島中央高地（Central Highlands）、クレイドル山＝セント・クレア湖国立公園（Cradle Mountain-Lake St Clair National Park）に位置する湖。長さ15km、幅3km。